# Бастонь
Басто́нь (фр. Bastogne, нід. Bastenaken) — місто в Бельгії, одна з комун провінції Люксембург.
Населення — 14 577 осіб (на 1 січня 2008).
Розташоване місто на кордоні з Люксембургом в Арденах на висоті 515 м над рівнем моря на лінії, що відокремлює басейни Рейну і Маасу. Ця лінія є одним із маршрутів, який використовувався з доісторичних часів кочівниками та захоплення цієї території римлянами. За часів античності територія була населена гальським плем'ям Тревер. Хоча в безпосередній близькості від Бастоні виявили сліди ще в кельтських та римських часів, перший письмовий документ відноситься до 634. Це подарунок, зроблена дяком Грімоном абатству Сент-Максимін в Трірі. Територія Бастоні належала кільком бенедиктіанським абатствам. У XIII столітті Генріх VII почав у Бастоні карбування монет, а 1332 Іоанн Сліпий Люксембурзький дарував окремі права. У 1451 році землі Люксембурзького графства  включені до герцогства Бургундського, а з 1516, коли Карл V був проголошений іспанським королем, стали частиною Іспанського королівства. 1602 року Бастонь відбила облогу голландців, але  у 1688 році захоплена Францією — на початку Ауґсбурґської (Дев'ятирічної) війни.
Після утворення Бельгії економіка Бастоні базувалася на лісовій промисловості, розведенні великої рогатої худоби та ярмарках. У Першу світову війну Бастонь захоплена Німеччиною. У грудні 1944 — січні 1945 відбувся Бастонський бій — війська союзників захопили місто.
Зараз Бастонь — невелике містечко, відоме класичною велогонкою Льєж—Бастонь—Льєж.

## Визначні пам'ятки
- Порт де Треві, частина оборонних стін, які були зведені у 14 столітті Джоном Сліпим
- Романська вежа церкви Сен-П'єр датується середньовіччям.
- Мардассон Меморіал, зведений біля Бастоні, щоб вшанувати пам'ять американських солдатів, поранених або убитих під час битви в Арденах.
- Пам'ятники бригадний генерал Маколіфф, генерал Паттон в околицях міста.

## Галерея

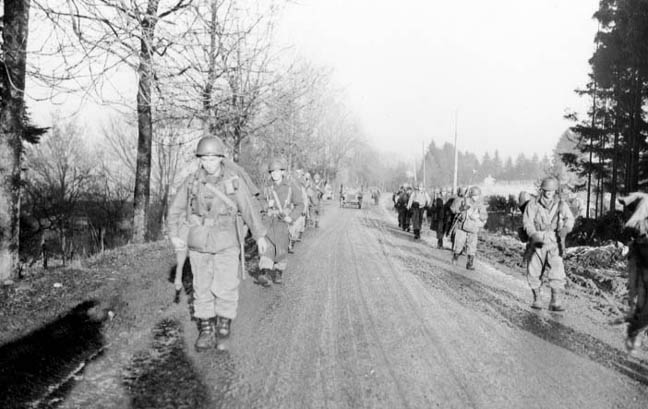
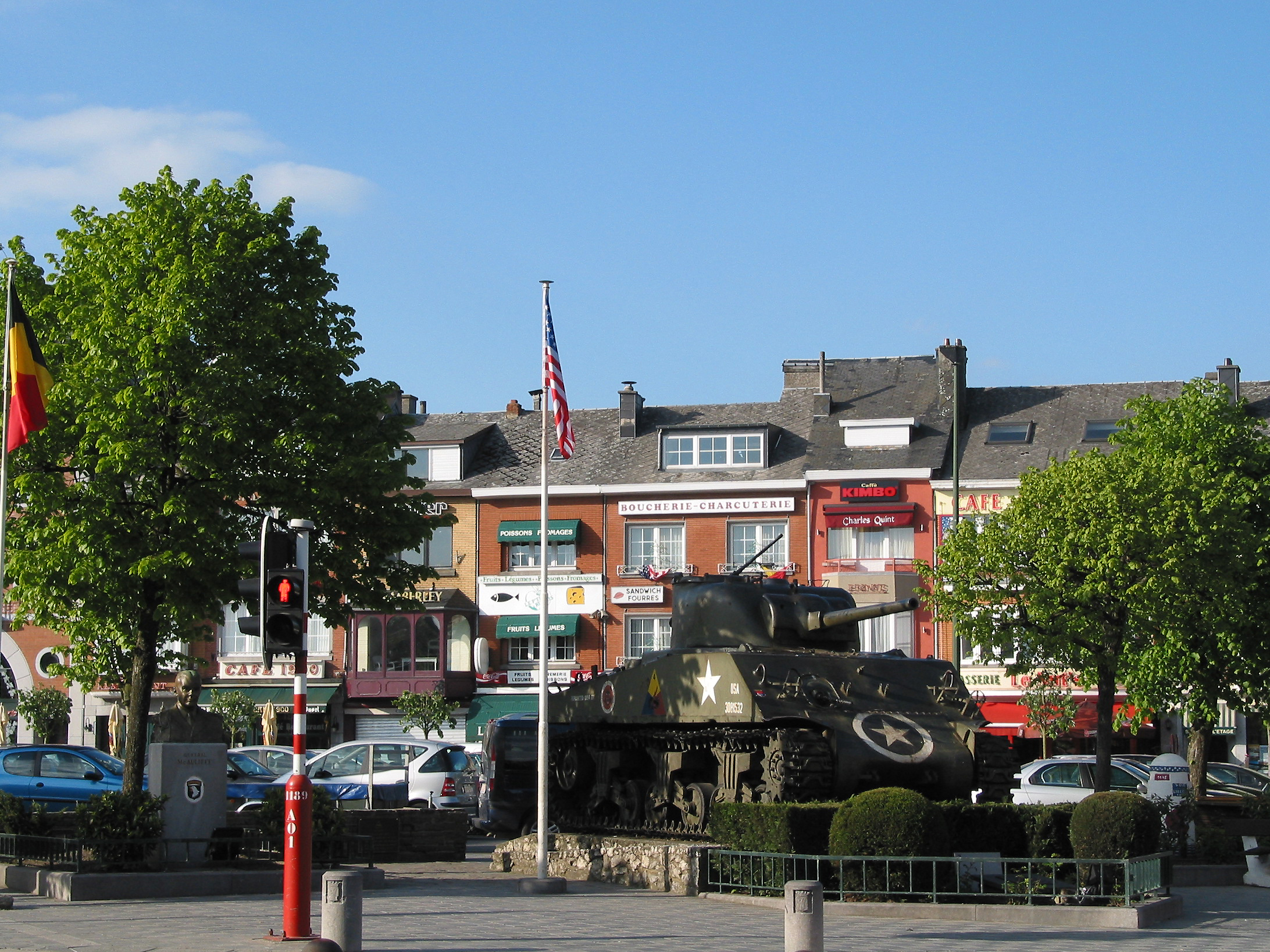
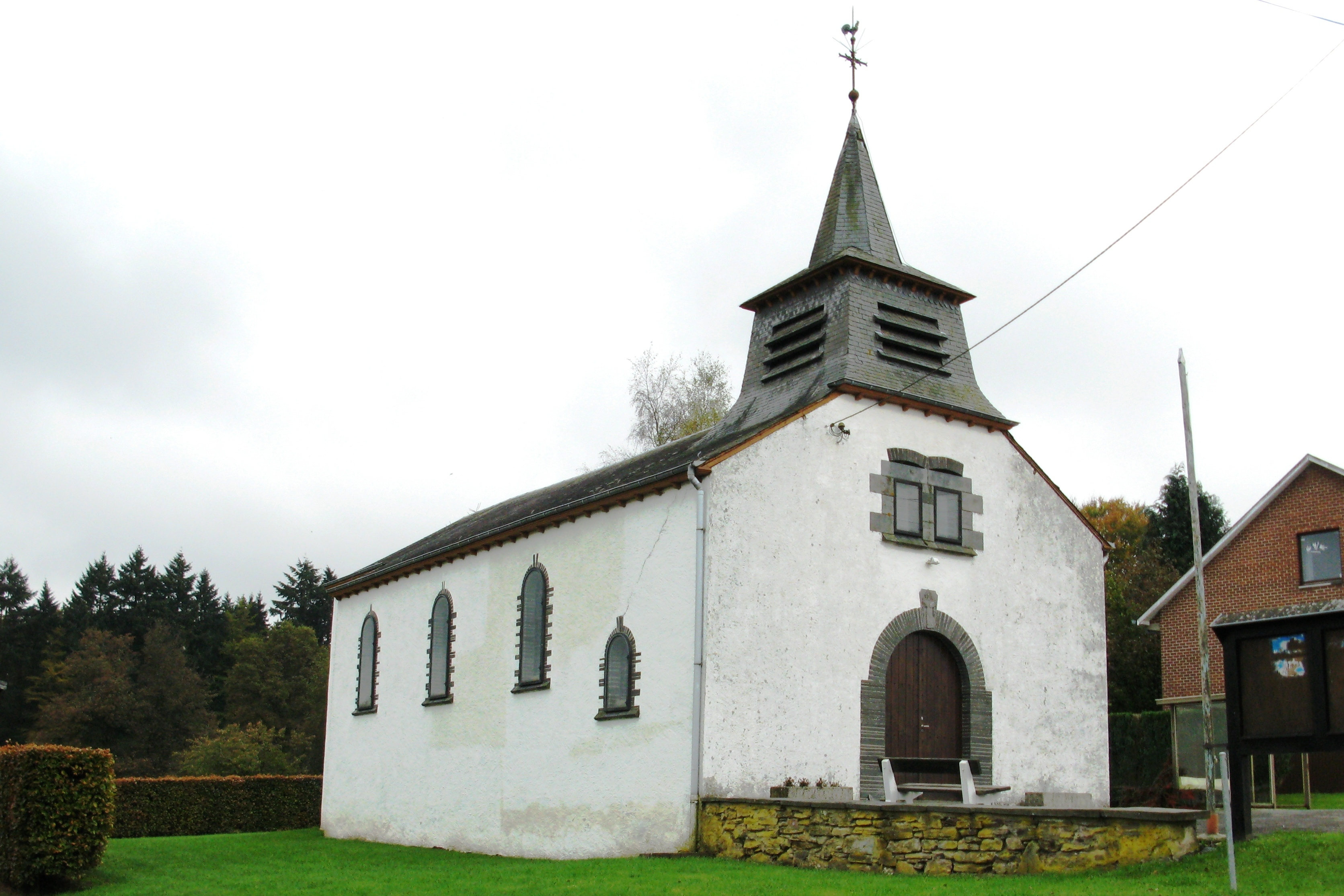